# UTC+3:30
UTC+3:30 è un fuso orario, in anticipo di 3 ore e 30 minuti sull'UTC.

## Zone
È utilizzato nei seguenti territori:
- Iran

## Geografia
UTC+3:30 fa parte delle regioni del mondo in cui il fuso orario non corrisponde a uno spostamento di un numero intero di ore rispetto all'UTC.
Il fuso orario è adottato solo in Iran, paese situato a cavallo dei due fusi orari UTC+3 e UTC+4 e l'ora solare media di Teheran è abbastanza vicina a UTC+3:30 perché questo fuso ne sia la migliore approssimazione.

## Ora legale
L'Iran non adotta l'ora legale.